# آلپاین (تگزاس)
آلپاین (به انگلیسی: Alpine) شهری در ایالت تگزاس از ایالات جنوبی ایالات متحده آمریکا است. در سرشماری سال ۲۰۰۰، جمعیت این شهر ۵٬۷۸۶ نفر اعلام شد.